# Berdeanka, Sloveanoserbsk
Berdeanka (în ucraineană Бердянка) este un sat în comuna Vesneane din raionul Sloveanoserbsk, regiunea Luhansk, Ucraina.

## Demografie
Componența lingvistică a localității Berdeanka
     Rusă (58,82%)
     Ucraineană (41,18%)
Conform recensământului din 2001, majoritatea populației localității Berdeanka era vorbitoare de rusă (58,82%), existând în minoritate și vorbitori de ucraineană (41,18%).